# Olympische Sommerspiele 1932/Teilnehmer (Portugal)
| Gelbes Symbol für Goldmedaillen mit stilisierten Olympischen Ringen | Graues Symbol für Silbermedaillen mit stilisierten Olympischen Ringen | Braundes Symbol für Bronzemedaillen mit stilisierten Olympischen Ringen |
| ------------------------------------------------------------------- | --------------------------------------------------------------------- | ----------------------------------------------------------------------- |
| —                                                                   | —                                                                     | —                                                                       |

Portugal nahm an den Olympischen Sommerspielen 1932 in Los Angeles, USA, mit einer Delegation von sechs Sportlern (allesamt Männer) teil.

## Teilnehmer nach Sportarten

### Leichtathletik
- António Rodrigues
100 Meter: Vorläufe

### Moderner Fünfkampf
- Rafael de Sousa
Einzel: 22. Platz

- Sebastião de Herédia
Einzel: 23. Platz

### Schießen
- José Maria Ferreira
Schnellfeuerpistole: 7. Platz
Kleinkaliber, liegend: 23. Platz

- Rafael de Sousa
Schnellfeuerpistole: 7. Platz

- Francisco António Real
Kleinkaliber, liegend: 7. Platz

- Manuel Guerra
Kleinkaliber, liegend: 20. Platz